# Mercedes-Benz Classe S (Type 220)
La Mercedes-Benz Classe S Type 220 est une série de véhicules haut de gamme du constructeur automobile allemand Mercedes-Benz. Elle fut présentée lors du Mondial de l'automobile de Paris en octobre 1998 et est produite dans la foulée d'octobre 1998 à aout 2005, et reçoit un restylage à l'occasion du Mondial de l'automobile de Paris en octobre 2002. Le constructeur a principalement fabriqué ce modèle en deux carrosseries différentes : en berline tricorps à cinq portes standard dite version courte (W220), ainsi qu'en version longue (V220). Une version limousine appelée Pullman (VV220) a également été proposée.
Le développement a commencé en 1992 sous la direction de Steve Mattin et les prototypes terminés ont été présentés en juin 1998.
La production de la W220 a commencé à l'automne 1998 et celle du coupé C215 (appelée Mercedes Classe CL) en aout 1999. La production de la série W220 totalise 484 683 unités, soit un peu plus que sa descendante, la Classe S W140.
La production a pris fin en aout 2005, lorsque la W220 a été remplacée par la Classe S W221 dès septembre de la même année.

## Historique

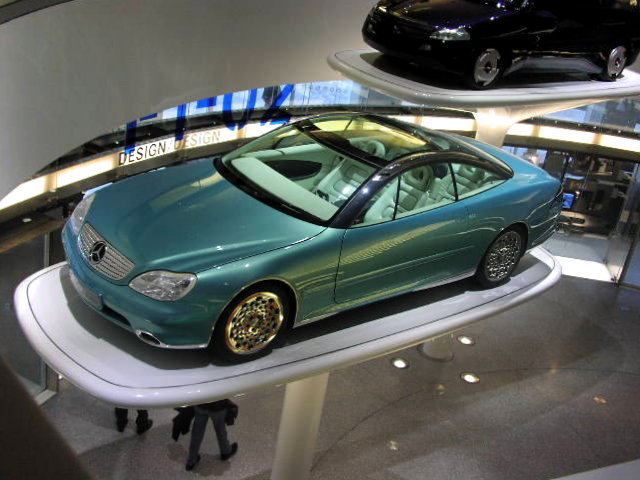
Concept Mercedes-Benz F200, précurseur du design de la W220.

Le premier croquis est dessiné en octobre 1992 par Steve Mattin, et développé à l'échelle 1:1 à la fin de l'année 1994. En juin 1995, le conseil d'administration de Daimler-Benz AG a approuvé la conception finale de Mattin 38 mois avant la production. Le design extérieur du W220 (en particulier la face avant) a été présenté en avant-première par le concept Mercedes-Benz F200 à la fin de 1996. 
Une version restylée de la Classe S a été introduite en septembre 2002, offrant une partie avant plus raffinée avec une calandre plus grande et plus verticale, des optiques de phares transparents des feux arrière restylés, ressemblant à ceux de ses grandes sœurs les Maybach 57 et 62, berlines ultra luxueuses du segment supérieur. Une grande partie de l'extérieur est restée inchangée par rapport aux modèles de première phase.
À l’intérieur, le restylage a résolu plusieurs problèmes liés au système COMAND (système de navigation et écran multifonctions) et à d’autres fonctionnalités intérieures. Les suspensions Airmatic, sujettes à diverses problèmes de fiabilités ont également été revues.

### Innovations
Plus de 300 brevets furent déposés par Mercedes-Benz pour cette génération de Classe S. La quintessence de ces avancées technologiques réside dans l'Adaptive Cruise Control. Bien que certaines marques japonaises comme Mitsubishi et Toyota aient déjà abordé cette technologie, Mercedes-Benz développe une technologie utilisant un radar intégré dans la calandre, permettant à la voiture de récupérer des informations plus précises et rapidement, tout en étant couplé au régulateur de vitesse. C'est ainsi qu'en 1999 est né le système DISTRONIC.
La Classe S W220 reçoit la suspension "Airmatic" de série et peut être équipée des suspensions actives Active Body Control (ABC). Elle introduit également le Linguatronic (commande vocale pour le téléphone et la radio), un système de désactivation des cylindres actifs appelé ZAS (uniquement sur S500 et S600), et peut être conduite sans clé grâce à la carte Keyless Go, des équipements totalement inédits pour l'époque. En 2002, elle est également équipée d'une traction intégrale, connue sous le nom de "4Matic" ainsi que le Pre-Safe (système de freinage automatique d'urgence), activant de manière automatique les feux de détresse, la remontée des vitres électriques et agissant sur les prétensionneurs de ceintures pour la sécurité des passagers.

## Motorisations
| Type    | Modèle              | Moteur              | Soupapes | Disposition | Cylindrée | Puissance                          | Couple                               |
| ------- | ------------------- | ------------------- | -------- | ----------- | --------- | ---------------------------------- | ------------------------------------ |
| Essence | S 280 (1998–02)     | 2.8 L M112          | 18       | V6          | 2 799 cm3 | 204 ch à 5 700 tr/min              | 270 Nm entre 3 000 et 5 000 tr/min   |
| Essence | S 320 (1998–02)     | 3.2 L M112          | 18       | V6          | 3 199 cm3 | 224 ch à 5 600 tr/min              | 315 Nm entre 3 000 et 4 800 tr/min   |
| Essence | S 350 (2002–05)     | 3.7 L M112          | 18       | V6          | 3 724 cm3 | 245 ch à 5 700 tr/min              | 350 Nm entre 3 000 et 4 500 tr/min   |
| Essence | S 430 (1998–05)     | 4.3 L M113          | 24       | V8          | 4 266 cm3 | 279 ch à 5 750 tr/min              | 400 Nm entre 3 000 et 4 400 tr/min   |
| Essence | S 500 (2000–05)     | 5.0 L M113          | 24       | V8          | 4 966 cm3 | 306 ch à 5 600 tr/min              | 460 Nm entre 2 700 et 4 250 tr/min   |
| Essence | S 600 (2001–02)     | 5.8 L M137          | 36       | V12         | 5 786 cm3 | 367 ch à 5 500 tr/min              | 530 Nm à 4 250 tr/min                |
| Essence | S 600 (2002–05)     | 5.5 L Bi-Turbo M275 | 36       | V12         | 5 513 cm3 | 500 ch à 5 000 tr/min              | 800 Nm entre 1 800 et 3 500 tr/min   |
| Essence | S 55 AMG (2001–02)  | 5.4 L M113          | 24       | V8          | 5 439 cm3 | 360 ch à 5 500 tr/min              | 530 Nm à 3 150 tr/min                |
| Essence | S 55 AMG (2003–06)  | 5.4 L M113 K        | 24       | V8          | 5 439 cm3 | 500 ch à 6 100 tr/min              | 700 Nm entre 2 750 et 4 500 tr/min   |
| Essence | S 63 AMG (2001)     | 6.3 L M137          | 36       | V12         | 6 258 cm3 | 444 ch à 5 500 tr/min              | 620 Nm à 4 400 tr/min                |
| Essence | S 65 AMG (2005–06)  | 6.0 L Bi-Turbo M275 | 36       | V12         | 5 980 cm3 | 612 ch entre 4 800 et 5 100 tr/min | 1 000 Nm entre 2 000 et 4 000 tr/min |
| Diesel  | S 320 CDI (2000–02) | 3.2 L CDI OM613     | 24       | I6          | 3 222 cm3 | 197 ch à 4 200 tr/min              | 470 Nm entre 1 800 et 2 600 tr/min   |
| Diesel  | S 320 CDI (2002–05) | 3.2 L CDI OM648     | 24       | I6          | 3 222 cm3 | 204 ch à 4 200 tr/min              | 500 Nm entre 1 800 et 2 600 tr/min   |
| Diesel  | S 400 CDI (2000–03) | 4.0 L CDI OM628     | 32       | V8          | 3 996 cm3 | 250 ch à 4 000 tr/min              | 560 Nm entre 1 700 et 2 600 tr/min   |
| Diesel  | S 400 CDI (2003–05) | 4.0 L CDI OM628     | 32       | V8          | 3 996 cm3 | 260 ch à 4 000 tr/min              | 560 Nm entre 1 700 et 2 600 tr/min   |